# Jürgen Bauer (Mediziner)
Jürgen Bauer (* 6. April 1957) ist ein deutscher Neurologe und Epileptologe.

## Leben
Nach dem Medizinstudium an den Universitäten Göttingen und Frankfurt war Bauer von 1987 bis 1991 am Epilepsiezentrum des Universitätsklinikums Erlangen tätig (bei Hermann Stefan). Seit 1991 ist er Oberarzt an der Epileptologischen Klinik des Universitätsklinikums Bonn (bei Christian E. Elger), nach seiner Habilitation als Professor. Seit 2019 ist er dort Leitender Oberarzt bei Rainer Surges.
Zu seinen Forschungsfeldern zählen neuroendokrinische Aspekte von Epilepsien, Epilepsie bei Schwangerschaft und unter andrologischen Gesichtspunkten.
Bauer war von 1997 bis 2001 in der ärztlichen Geschäftsführung der Deutschen Gesellschaft für Epileptologie aktiv und von 2001 bis 2005 zusammen mit Alois Ebner Herausgeber der im Springer-Verlag erscheinenden Zeitschrift für Epileptologie.

## Schriften (Auswahl)
Monografien
- mit Hermann Stefan: Status epilepticus. Springer, Berlin, Heidelberg 1990, ISBN 978-3-540-53069-5.
- Epilepsie. Steinkopff Verlag, Darmstadt 2002, ISBN 978-3-7985-1357-0.
- Epilepsie, Schwangerschaft und Fertilität. Steinkopff Verlag, Darmstadt 2005, ISBN 978-3-7985-1461-4.
- mit Gerd–Dieter Burchard und Selina Saher: Mobilität und Epilepsie. Steinkopff Verlag, Darmstadt 2006, ISBN 978-3-7985-1584-0.

Fachartikel
- J. Bauer, S. Blumenthal, M. Reuber, B. Stoffel-Wagner: Epilepsy syndrome, focus location, and treatment choice affect testicular function in men with epilepsy. In: Neurology. Band 62, Nummer 2, 2004, S. 243–246, doi:10.1212/01.wnl.0000091866.48962.79.
- J. Bauer, E. Ben-Menachem, G. Kramer, W. Fryze, S. Da Silva, D. G. A. Kasteleijn-Nolst Trenite: Levetiracetam: a long-term follow-up study of efficacy and safety. In: Acta Neurologica Scandinavica. Band 114, Nummer 3, 2006, S. 169–176, doi:10.1111/j.1600-0404.2006.00657.x.
- J. Bauer, A. Jarre, D. Klingmüller, C. Elger: Polycystic ovary syndrome in patients with focal epilepsy: a study in 93 women. In: Epilepsy Research. Band 41, Nummer 2, 2000, S. 163–167, doi:10.1016/s0920-1211(00)00139-x.